# Nicolás Noman
Nicolás José Noman Garrido (Santiago de Chile, 7 de mayo de 1981) es un abogado y político chileno. En las elecciones parlamentarias de 2017 fue elegido diputado por el Distrito 4, correspondiente a las comunas de Alto del Carmen, Caldera, Chañaral, Copiapó, Diego de Almagro, Freirina, Huasco, Vallenar y Tierra Amarilla.

## Familia
Es hijo de Manuel Noman Elías, exalcalde de Freirina y Vallenar y candidato a diputado, y de Graciela Garrido Cardemil, exconcejala de Freirina.
Está casado con María de Los Ángeles Borzone Gaete. Tiene tres hijos.

## Estudios
Realizó sus estudios en la Escuela Básica F-93 de Freirina, hoy Alejandro Noemí Huerta, en el Liceo San Francisco de Vallenar y en el Liceo Antonio Varas, de Cauquenes del cual egresó en 1998.
Durante su enseñanza media participó en un programa de intercambio estudiantil en Estados Unidos.
En el año 1999, ingresó a la Escuela de Derecho de la Universidad del Desarrollo, de la que obtuvo su Licenciatura en Ciencias Jurídicas. Juró como abogado ante la Excelentísima Corte Suprema el 21 de noviembre de 2008.

## Trayectoria profesional y política
Desde el 11 de marzo de 2010 al 12 de noviembre de 2012, se desempeñó como Gobernador de la Provincia de Copiapó e Intendente Subrogante de la Región de Atacama, durante el Gobierno del Presidente Sebastián Piñera Echenique.
Por otra parte, como Gobernador, le correspondió, junto a otras autoridades, liderar el rescate de los 33 mineros atrapados en la mina San José.
En el ejercicio profesional, en 2013 se desempeñó como Jefe de la Unidad de Conflictos del Ministerio del Interior. Desde 2014 a 2017, lideró y asesoró a empresas para el desarrollo de proyectos energéticos, incluyendo la dirección general de permisos ambientales, legales y relación con las comunidades, entre otros. 
El 11 de marzo de 2018 asumió como Diputado de la República, siendo miembro permanente de las comisiones de Recursos Hídricos y de Minería y Energía, participando activamente además de varias comisiones investigadoras.

## Historial electoral

### Elecciones parlamentarias de 2017
- Elecciones parlamentarias de 2017 a Diputado por el distrito 4 (Alto del Carmen, Caldera, Chañaral, Copiapó, Diego de Almagro, Freirina, Huasco, Tierra Amarilla y Vallenar)

### Elecciones parlamentarias de 2021
- Elecciones parlamentarias de 2021 a Diputado por el distrito 4 (Alto del Carmen, Caldera, Chañaral, Copiapó, Diego de Almagro, Freirina, Huasco, Tierra Amarilla y Vallenar)[2]